# Warnhofen
Warnhofen ist ein Gemeindeteil des Marktes Bissingen im schwäbischen Landkreis Dillingen an der Donau. Das Dorf wurde am 1. Januar 1972 in den Markt Bissingen eingemeindet. Er liegt viereinhalb Kilometer westlich von Bissingen auf den Jurahöhen über dem Kesseltal. Die höchste Höhe beträgt 523 m.

## Geschichte
Der Ort wurde erstmals 1393 überliefert. Die Grundherrschaft in Warnhofen war zersplittert, es waren begütert die Herrschaft Hochhaus, die Herrschaft Hohenburg-Bissingen und die Herrschaft Diemantstein.

## Religion
Warnhofen gehörte ursprünglich zur Pfarrei in Unterringingen, in der 1556 die Reformation durchgeführt wurde. Da die Gegenreformation sich in Unterringingen nicht durchsetzen konnte, wurden die katholischen Bewohner von Warnhofen, die drei verschiedenen Grundherren angehörten, zu unterschiedlichen Zeitpunkten nach Diemantstein umgepfarrt. 

## Bevölkerungsentwicklung
| Jahr | Einwohner |
| ---- | --------- |
| 1840 | 122       |
| 1939 | 100       |
| 1950 | 140       |
| 1961 | 130       |
| 1970 | 145       |
| 1980 | 110       |
| 2000 | 136       |
| 2020 | 089       |